# Salón Conmemorativo de Lei Feng

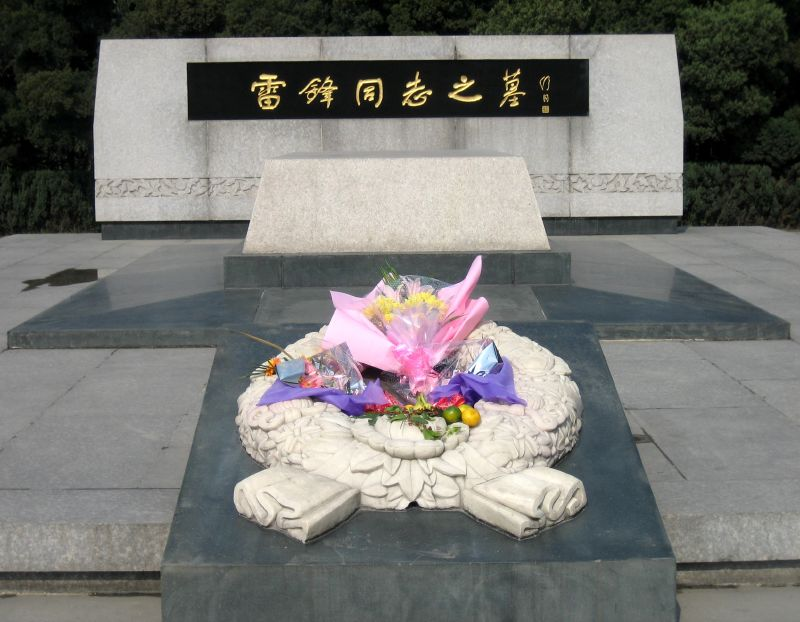
Tumba de Lei Feng.

El Salón Conmemorativo de Lei Feng se estableció el 15 de agosto de 1965; está ubicado en la calle Lei Feng, distrito de Wanghua, ciudad de Fushun, provincia de Liaoning, donde murió Lei Feng.

## Historia
Se compone de cuatro grupos de edificios monumentales: el monumento Lei Feng, la tumba Lei Feng, la estatua Lei Feng y la sala de exposiciones Lei Feng. Hay más de 400 reliquias culturales y más de 140 fotos en el museo.
En 1979, la tumba de Lei Feng y el monumento de Lei Feng se convirtieron en unidades de protección de reliquias culturales en la provincia de Liaoning.